# 非奈利酮
非奈利酮（商品名包括可申达等）是一种用于治疗2型糖尿病相关慢性肾病成人患者的药物，可降低肾功能恶化、肾衰竭、心血管死亡、非致命性心肌梗死和心力衰竭住院的风险。非奈利酮是一种非甾体类醛固酮受体拮抗剂，通过口服给药。
常见不良反应包括血钾升高、血钠降低和低血压。
非奈利酮于2021年7月在美国获批用于医疗用途，2022年2月在欧盟获批，而美国食品药品监督管理局将其归类为首创药。

## 延伸阅读
- Bakris GL, Agarwal R, Anker SD, Pitt B, Ruilope LM, Rossing P,  et al. . N Engl J Med. December 2020, 383 (23): 2219–2229. PMID 33264825. doi:10.1056/NEJMoa2025845 . hdl:2445/195806 .